# Úpor trojmužný
Úpor trojmužný (Elatine triandra) je drobná, obojživelná rostlina s krátkými lodyhami rozloženými pod a na vodní hladině nebo rozprostřenými po mokré půdě. Je to druh rodu úpor který se v České republice vyskytuje jen řídce.

## Výskyt
Druh je rozšířen na velkém areálu, ale vyskytuje se poměrně vzácně. Roste hlavně v Evropě a ve části severní Asie. Je popisován také ze Severní Ameriky a severní Afriky. Protože se jedná o nenápadnou rostlinu která je často přehlížena nebo zaměňována za jiný druh, nelze její oblast rozšíření přesně specifikovat.

## Ekologie
Konkurenčně velmi slabý druh rostoucí v nehlubokých a téměř stojatých vodách nebo na vlhkém substrátu. Vyskytuje se ve vodách se středním až vysokým obsahem živných látek v jezerech nebo rybnících a také na jejich obnažených dnech či březích se silnou vrstvou bahnitého substrátu. Nevadí mu kolísání vodní hladiny, nesnáší však úplné vyschnutí pevného podkladu na kterém roste. Vyrůstá nejvíce na plochách s nezapojenou vegetaci, často se projevuje jako pionýrská rostlina v místech narušených lidskou činností.

## Popis

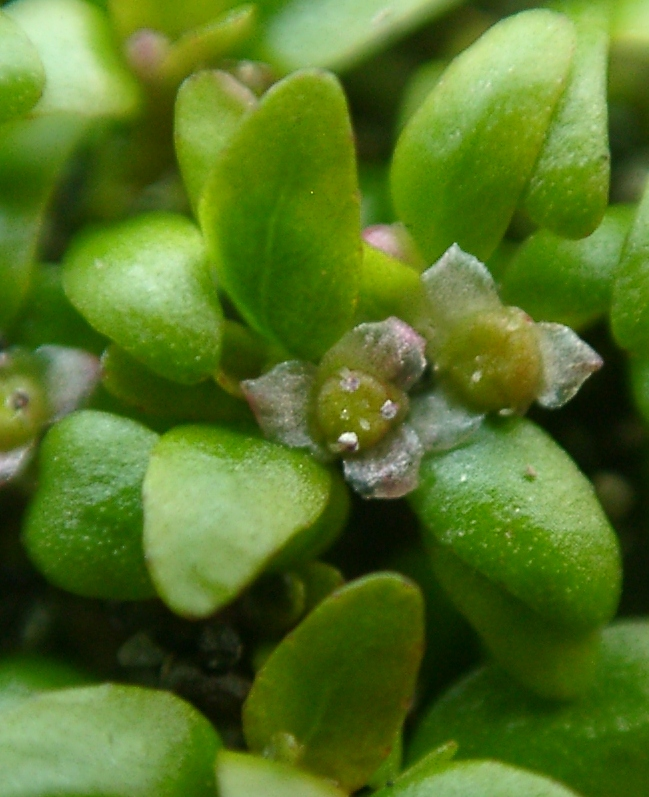
Květ

Jednoletá obojživelná bylina s bohatě větvenými lodyhami, ty bývají dlouhé 2 až 7 cm a mají mnoho uzlin ve kterých se větví a snadno z nich koření. Bělavé lysé lodyhy bývají ponořené nebo přiléhají na vlhkou půdu, pouze jejich vrcholy jsou obvykle vystoupavé a vzpřímeně. Porůstají vstřícnými, krátce řapíkatými, mírně dužnatými listy s čárkovitou, elipsovitou nebo kopinatou čepelí dlouhou 5 až 15 mm a širokou 2 až 3 mm která má zpeřenou žilnatinu. Listy jsou po obvodě jemně zoubkované, u vodních rostlin bývají na líci sytě zelené a na rubu stříbřitě zelené, u terestrických mohou být načervenalé. Krátké trojúhelníkovité palisty brzy opadávají.
Přisedlé květy rostoucí v paždí listů jsou oboupohlavné. Kalich je tvořen dvěma až třemi eliptickými, zelenými, u báze srostlými lístky z nichž jeden je menší nebo zakrslý. Koruna má tři široce vejčité, růžové lístky asi 1 mm dlouhé a 0,7 mm široké které u ponořených lodyh často chybí. Květy dále obsahují tři tyčinky kratší než okvětí a trojpouzdrý kulovitý semeník se třemi krátkými čnělkami; kvetou od červnu do srpna.
Plody jsou 2 mm kulovité třídílné tobolky na vrcholu mírně vmáčknuté, obsahují 30 až 50 semen. Zelená až žlutavě hnědá, mírně zakřivená válcovitá semena jsou asi 0,5 mm dlouhá.

## Rozmnožování
Rostliny se během vegetační doby rozšiřují odlamováním části lodyh které v místech uzlin snadno vypouštějí kořínky a vytvářejí tak samostatné rostliny. V podmínkách Střední Evropy jsou však schopné přežít zimní období jen v podobě semen vzniklých opylením, jejích pyl ale není uzpůsoben k přenosu pod vodou.
Květy, které rozkvetou na rostlinách rostoucích na pevné půdě nebo na koncích lodyh vynořených nad vodou, jsou opylovány klasickým přenosem pylu z prašníků na blizny, ať již za pomoci větru nebo hmyzu. Květy, které vyrostou na ponořených částech, jsou kleistogamické a dojde v nich k vnitřnímu opylení ještě ve fázi poupěte a květy se vůbec neotevřou. Semena dozrají v tobolkách nad vodou i ve vodě.

## Ohrožení
Úpor trojmužný roste v České republice roztroušeně v rybníkářských oblastech v jižních Čechách a na Vysočině, jinde se vyskytuje ojediněle a je poměrně vzácný. Z tohoto důvodu je v „Červeném seznamu cévnatých rostlin České republiky z roku 2012“ veden jako ohrožený druh (C3).